# Дарма и Грег
«Да́рма и Грег» (англ. Dharma & Greg) — американский комедийный телесериал, который транслировался на канале ABC на протяжении пяти сезонов, с 24 сентября 1997 года по 30 апреля 2002 года.
В сериале снялись Дженна Эльфман и Томас Гибсон, исполнившие роли Дармы и Грега Монтгомери, пары, поженившейся после первого свидания, несмотря на то что являются полными противоположностями друг друга. Сериал был создан Дотти Дартленд при участии Чака Лорри в качестве сопродюсера и снимался 20th Century Fox Television.
Сериал имел успех в телевизионных рейтингах, особенно первые три сезона. Сериал стартовал в рамках сезона 1997-98, одного из наиболее провальных в истории американского телевидения. Только «Дарма и Грег» и «Элли Макбил», стартовавшие в тот год, просуществовали в эфире более трех сезонов. Сериал также имел успех среди критиков, в особенности благодаря исполнительнице Дженне Эльфман, которая выиграла за свою игру премию «Золотой глобус» за лучшую женскую роль в телевизионном сериале — комедия или мюзикл в 1999 году. В общей сложности проект шесть раз выдвигался на соискание «Эмми» и восемь раз номинировался на «Золотой глобус», в том числе и дважды в категории за лучший телевизионный сериал — комедия или мюзикл.

## Сюжет
Дарма выросла в коммуне хиппи и преподаёт йогу — её имя имеет отсылку к дхарме и движению Нью Эйдж, активным участником которого является её семья, кроме этого, отец Дармы увлекается конспирологическими теориями.
Грег — выпускник Лиги плюща, федеральный прокурор, и его́ семья принадлежит к высшим буржуазным кругам Сан-Франциско, отец — сторонник Республиканской партии.
Дарма и Грег влюбляются друг в друга и создают новую семью — на их отношениях и на столкновении двух миров строятся комичные ситуации и развитие сериала.

## В ролях
- Дженна Эльфман — Дарма Свобода[K 1] Монтгомери (Финкельштейн)
- Томас Гибсон — Грегори Клиффорд «Грег» Монтгомери
- Мими Кеннеди — Эбигейл Кэтлин «Эбби» О'Нил, мать Дармы
- Алан Рачинс — Майрон Лоуренс «Ларри» Финкельштейн, отец Дармы
- Сьюзан Салливан — Кэтрин «Китти» Монтгомери, мать Грега
- Митчелл Райан — Эдвард «Эд» Монтгомери, отец Грега
- Шаэ Д’Лин — Джейн, лучшая подруга Дармы
- Джоэль Мюррей — Питер Джеймс «Пит» Кавано, друг и коллега Грега
- Ярдли Смит — Марли́н, секретарь Грега
- Кевин Сорбо (в 4 сезоне) — Чарли, профессор университета, влюблённый в Дарму

## Комментарии
1. ↑  англ. Freedom — второе имя Дармы является отсылкой к хиппи.